# Едмунд Тарбелл
Едмунд Тарбелл (англ. Edmund Charles Tarbell; 26 квітня 1862, Ґротон — 1 серпня 1938, Нью-Касл) — американський художник-імпресіоніст і педагог. Був одним з Десяти американських художників, провідний художник Бостонської школи живопису.

## Біографія
Народився 26 квітня 1862 року в місті Ґротон, штат Массачусетс, в сім'ї Edmund Whitney Tarbell і Mary Sophia Fernald Hartford. Після смерті чоловіка під час Громадянської війни в США, вона вийшла заміж за Девіда Гартфорда (англ. David Frank Hartford) і переїхала в Мілвокі. Едмунд і його сестра Неллі Софія виховувалися у їх бабусі й дідуся по батьківській лінії в Ґротоні.
Перші уроки живопису Едмунд Тарбелл брав у George H. Bartlett в школі Massachusetts College of Art and Design. У 1877—1880 роках він працював в Бостоні в компанії Forbes Lithographic Company. У 1879 році вступив в школу Музею витончених мистецтв в Бостоні, де навчався у Еміля Грундмана. Навчався разом з Робертом Рідом і Френком Бенсоном, майбутніми колегами по об'єднанню Десять американських художників.
Свою освіту продовжив у Франції, вступивши в 1883 році до паризької Академії Жуліана, щоб вчитися у Гюстава Буланже і Жюля Лефевра. У 1884 році з метою навчання Тарбелл здійснив Гранд-тур Італією, а на наступний рік знову відвідав Італію, а також Бельгію, Німеччину і Бретань. У США Тарбелл повернувся в 1886 році, заробляючи на життя як ілюстратор, портретист і приватний викладач живопису.
У 1889 році він отримав посаду свого колишнього наставника — Отто Грундмана, в школі Музею витончених мистецтв. Тарбелл користувався повагою своїх учнів, серед яких були — Margaret Fitzhugh Browne, Francis Luis Mora, Ліліан Хейл. Вплив художника в школі був настільки великий, що його послідовники отримали назву «Тарбеллісти».
У 1914 році в Бостоні була створена Гільдія художників Бостона (англ. The Guild of Boston Artists), серед засновників якої був Тарбелл. Він став її першим президентом, перебуваючи на цій посаді по 1924 рік. Одночасно в 1918 році він став директором художньої школи при Галереї Коркоран і займав цю посаду до 1926 року.
Помер 1 серпня 1938 року в містечку Нью-Касл, штат Нью-Гемпшир. Похований на кладовищі Cedar Grove Cemetery міста Дорчестер, округ Саффолк, штат Массачусетс.

### Сім'я
Був одружений з Emeline Arnold Souther Tarbell (1865—1947), у них народилися діти:
- Josephine Tarbell Ferrell (1890—1966);
- Mercie Tarbell Clay (1895—1961);
- Mary Tarbell Schaffer (1897—1991);
- Edmund Arnold Tarbell (1898—1954).

## Праці
Праці Тарбелла знаходяться в багатьох музеях США, включаючи Бостонський музей образотворчих мистецтв, Метрополітен-музей, Національну галерею мистецтв, Смітсонівський музей американського мистецтва, Галерея мистецтв Коркоран, Національну академію дизайну, Вустерський музей мистецтв, а також в інших колекціях.

Деякі праці
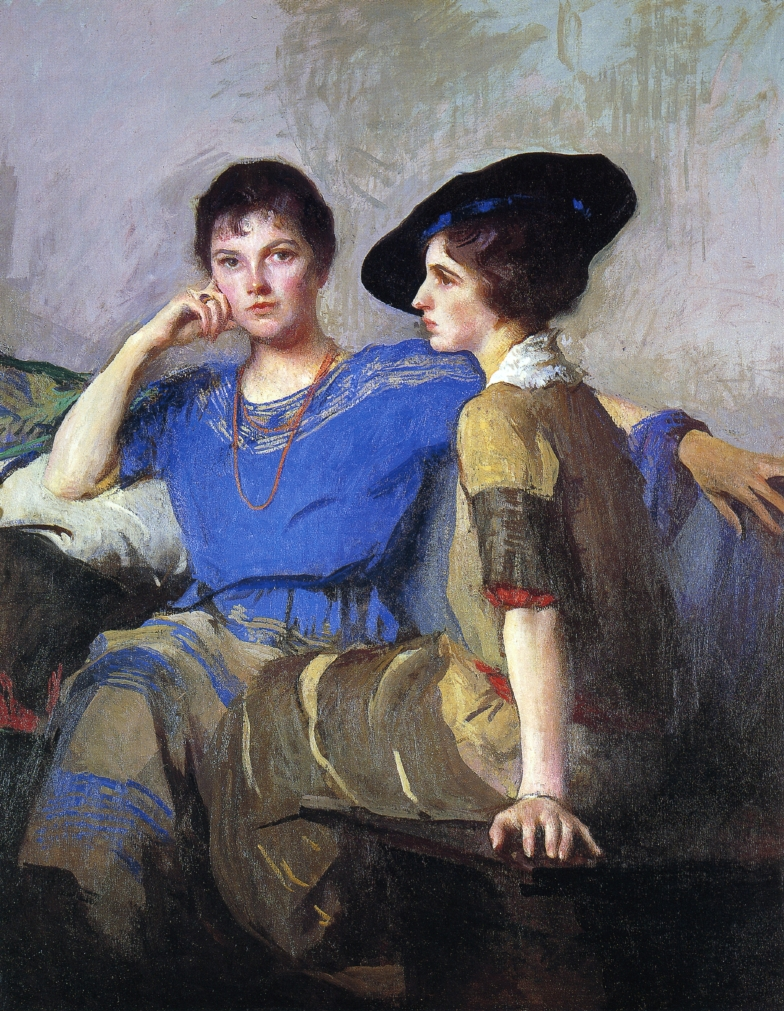
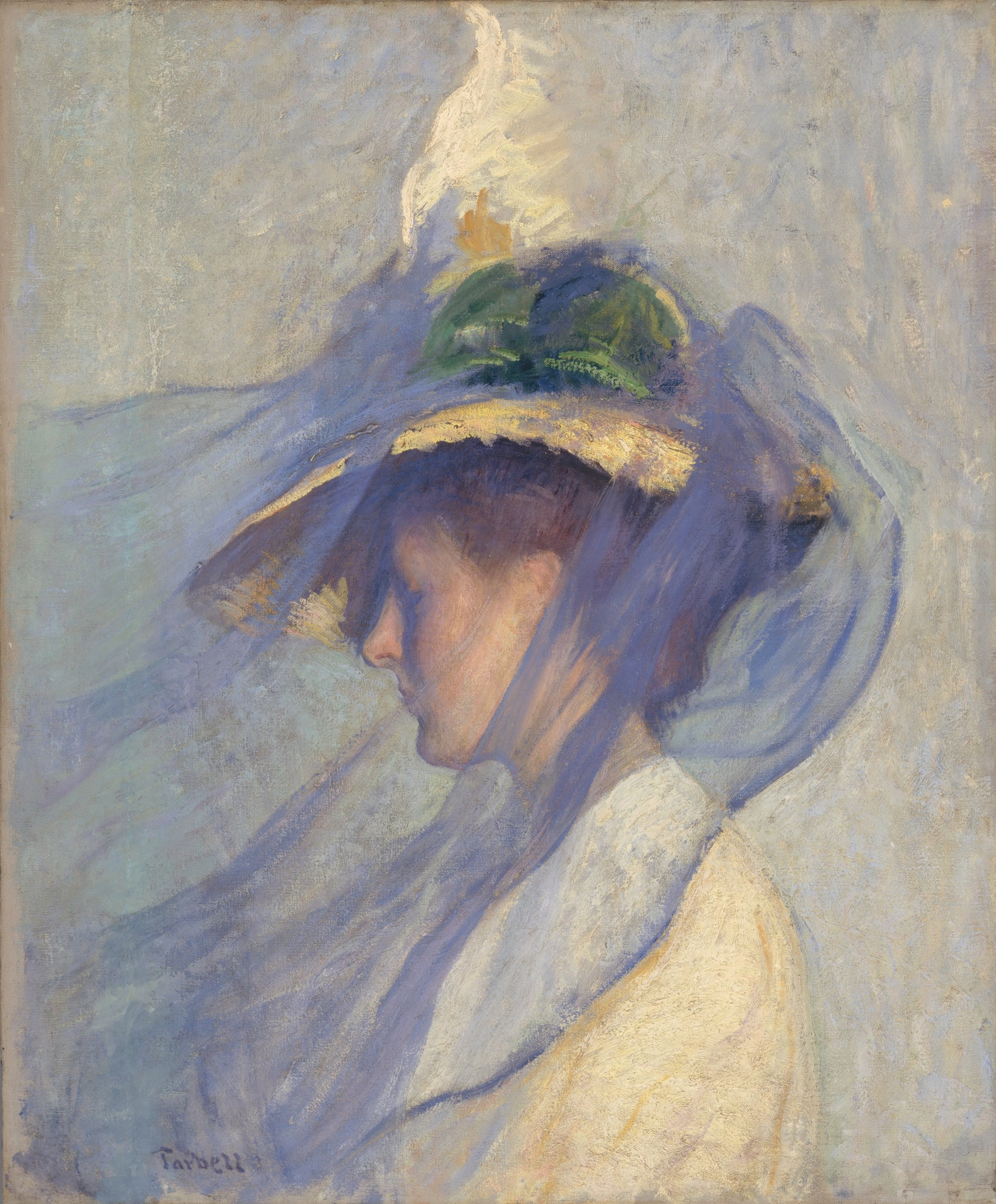
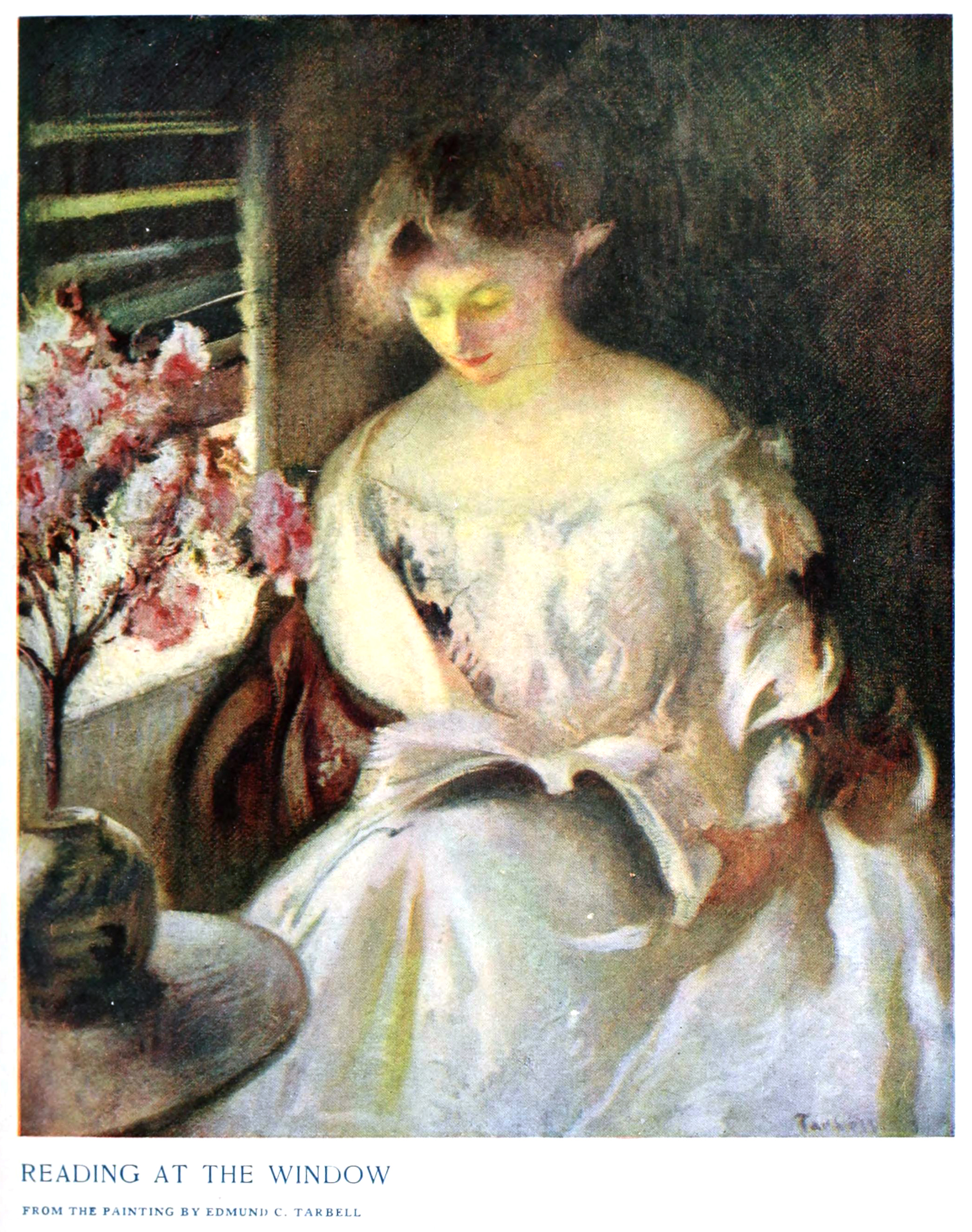
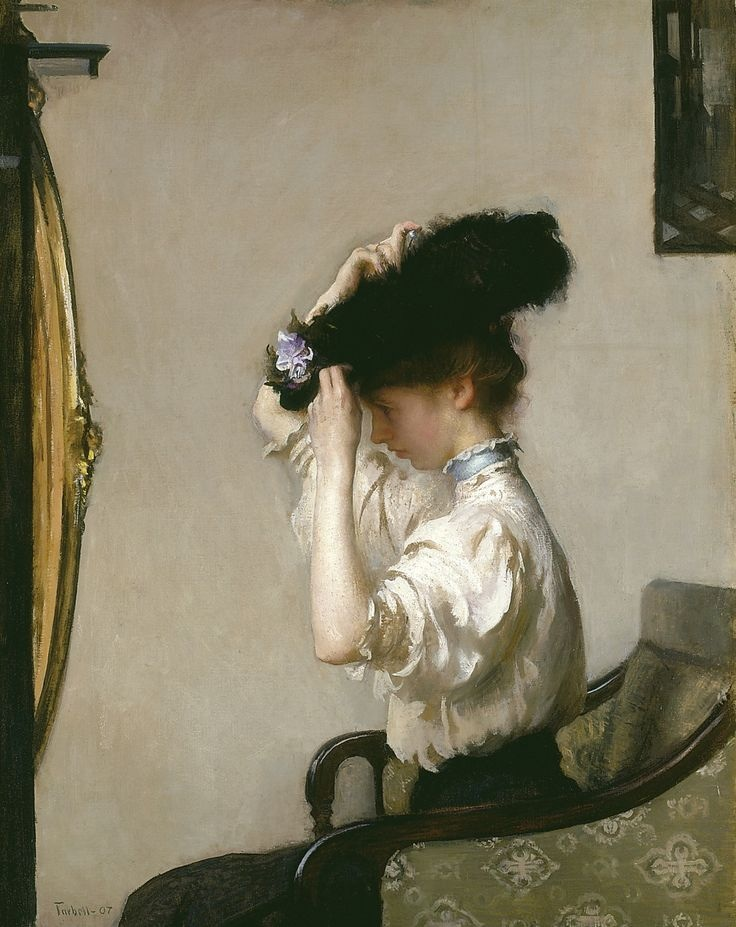